# Ibaaku
 (janvier 2024).
 (janvier 2024).
La mise en forme du texte ne suit pas les recommandations de Wikipédia : il faut le « wikifier ».
Les points d'amélioration suivants sont les cas les plus fréquents :
- Les titres sont pré-formatés par le logiciel. Ils ne sont ni en capitales, ni en gras.
- Le texte ne doit pas être écrit en capitales (les noms de famille non plus), ni en gras, ni en italique, ni en « petit »…
- Le gras n'est utilisé que pour surligner le titre de l'article dans l'introduction, une seule fois.
- L'italique est rarement utilisé : mots en langue étrangère, titres d'œuvres, noms de bateaux, etc.
- Les citations ne sont pas en italique mais en corps de texte normal. Elles sont entourées par des guillemets français : « et ».
- Les listes à puces sont à éviter, des paragraphes rédigés étant largement préférés. Les tableaux sont à réserver à la présentation de données structurées (résultats, etc.).
- Les appels de note de bas de page (petits chiffres en exposant, introduits par l'outil «  Source ») sont à placer entre la fin de phrase et le point final[comme ça].
- Les liens internes (vers d'autres articles de Wikipédia) sont à choisir avec parcimonie. Créez des liens vers des articles approfondissant le sujet. Les termes génériques sans rapport avec le sujet sont à éviter, ainsi que les répétitions de liens vers un même terme.
- Les liens externes sont à placer uniquement dans une section « Liens externes », à la fin de l'article. Ces liens sont à choisir avec parcimonie suivant les règles définies. Si un lien sert de source à l'article, son insertion dans le texte est à faire par les notes de bas de page.
- La présentation des références doit suivre les conventions bibliographiques. Il est recommandé d'utiliser les modèles {{Ouvrage}}, {{Chapitre}}, {{Article}}, {{Lien web}} et/ou {{Bibliographie}}. Le mode d'édition visuel peut mettre en forme automatiquement les références.
- Insérer une infobox (cadre d'informations à droite) n'est pas obligatoire pour parachever la mise en page.

Pour une aide détaillée, merci de consulter Aide:Wikification.
Si vous pensez que ces points ont été résolus, vous pouvez retirer ce bandeau et améliorer la mise en forme d'un autre article.
Ibaaku, ou Ibaaku Exstaz est le nom de scène de Stephen Ibaaku Basene, né le 6 septembre 1982 à Dakar. Ibaaku est un artiste pluridisciplinaire sénégalais, qui se définit comme un bâtisseur d'univers sonores. Il explore les potentiels de l'audio à travers ses travaux collaboratifs et interdisciplinaires touchant des domaines tels que la mode et les arts de la performance.

## Biographie
Ibaaku commence sa carrière musicale au début des années 2000 sur la scène hip-hop sénégalaise en tant que rappeur, producteur et chanteur. Il réalise plusieurs projets musicaux et rejoint plusieurs collectifs de la scène alternative dakaroise, tels que Lyrical Zone 3 (LZ3), Les Petites Pierres et le Laboratoire Agit’Art. En 2016, il se fait remarquer avec son album Alien Cartoon, qu'il compose comme la bande originale d'une performance de la styliste Selly Raby Kane. L'album mêle des sons traditionnels sénégalais à des rythmes électroniques et expérimentaux, dans un style qu'il qualifie d'afro hypnotik ou d'African Futurism,. 
Depuis 2016, il est une figure montante de la musique électronique et expérimentale sur le continent africain et se produit dans de nombreux festivals, tels que le Roskilde festival , le Festival Nyege Nyege ou le BushFireFest en Eswatini.  
Depuis 2020, il est également membre fondateur du Kenu : Lab'Oratoire des Imaginaires, un espace d'art qui explore les imaginaires, les pratiques sociales et les savoirs traditionnels de la société ouakam, un quartier de Dakar. 
En 2021, il co-fonde avec Alibeta le premier label de musique consacré aux musiques contemporaines et électroniques du Sénégal : Miziku Tey Records.

## Discographie
| Année | Titre            | Collaboration        |
| ----- | ---------------- | -------------------- |
| 2009  | Muzik Noire      | avec Still           |
| 2013  | I Science        | avec I Science Music |
| 2016  | Alien Cartoon    |                      |
| 2019  | Onym             | avec Waï Faï Spirit  |
| 2021  | Neo Dakar Vol. 1 |                      |
| 2022  | Neo Dakar Vol. 2 |                      |

## Collaborations et productions
| Année | Titre                              | Artiste                     | Album                   | Rôle                                                   |
| ----- | ---------------------------------- | --------------------------- | ----------------------- | ------------------------------------------------------ |
| 2000  | Malirap Vol. 1                     |                             |                         |                                                        |
| 2004  | Trop de choses à dire              | Chronik 2H                  | Trop de choses à dire   |                                                        |
| 2009  | Vitamine A                         | Fafadi                      | Vitamine A              | Remix feat Ibaaku/LZ3                                  |
| 2009  | En faim de Boudor                  |                             |                         |                                                        |
| 2006  | Le temps c’est de l’âge            | Diwan J                     | Le temps c’est de l’âge |                                                        |
| 2008  | Street tape Cameroun-Sénégal vol.1 |                             |                         |                                                        |
| 2010  | Kou Defoul Yone                    | Mc Boudeur                  | Kou Defoul Yone         |                                                        |
| 2010  | Real modafukin shit                | Alien Zik                   | Benen Planet            | Feat Staz                                              |
| 2010  | Adji Rap Tek                       | Tigrim Bi                   | Gëm gëm du faatu        | Produit par Ibaaku                                     |
| 2012  | Rongognou Ghetto                   | Fa-J Tigrimbi               | Rongognou Ghetto        | Produit par Ibaaku                                     |
| 2016  | Bolou Dof                          | S'Killaz                    | Bolou Dof               | Titre : Game Time feat Staz, produit par Ibaaku        |
| 2016  | Power to the people                |                             |                         | Featuring Ibaaku                                       |
| 2015  | Xaatim ak Kalláma                  | PPS The Writah              | Xaatim ak Kalláma       | Produit par Ibaaku                                     |
| 2016  | Ngem Ngem                          | S'Killaz                    | Ngem Ngem               | Titre : Intr'Aube, produit par Ibaaku                  |
| 2016  | Freestyle                          | Dip Doundou Guiss           |                         | Produit par Ibaaku                                     |
| 2018  | Electric Lady                      | Esinam                      | Electric Lady           | Coproduit par Ibaaku                                   |
| 2018  | Dox Dadje                          | Diss Crimation              | Dox Dadje               | Produit par Ibaaku                                     |
| 2018  | Nina                               | Fmanel                      | F The World             | Produit par Ibaaku                                     |
| 2023  | Sunugal Remix                      | Aron and the Jeri Jeri Band |                         | Remix par Ibaaku                                       |
| 2024  | Ndeyjóor                           |                             |                         | Feat Fla The Ripper, Fee Zlogic, Nix, Karismatik Diksa |
| 2022  | Pas d’umbrella                     |                             |                         | Feat AntilopSa                                         |

## Bandes Originales de films et Séries
- Iman Djionne La boxeuse[8].
- Sako et Mangane.